# Antoinette Gabrielle Dantonová
Antoinette Gabrielle Dantonová (asi 1762 v Paříži – 10. února tamtéž) byla osobnost Francouzské revoluce a první manželka Georgese Jacquese Dantona.

## Životopis
Antoinette Gabrielle Charpentierová se narodila kolem roku 1762 jako dcera Jérôma Françoise Charpentiera, prodejce limonád, majitele kavárny Café Parnasse či Café de l'École, která se od roku 1773 nacházela na místě dnešního obchodu La Samaritaine v Paříži.
Dne 14. června 1787 se v kostele Saint-Germain-l'Auxerrois v Paříži provdala za Georgese Jacquese Dantona.
Dne 10. února 1793, když byl Danton na misi v Belgii, zemřela Antoinette Gabrielle Dantonová při porodu svého čtvrtého syna, který také porod nepřežil.Georges Danton se vrátil do Paříže 17. února 1793 vyhledal hluchoněmého sochaře Clauda André Deseina z předměstí Saint-Marceau a vzal ho s sebou na hřbitov Sainte-Catherine, kde byla pohřbena jeho žena, výměnou za svazek asignátů. Uprostřed noci nechal Georges Danton s pomocí hřbitovní stráže vykopat svou ženu Antoinettu Gabrielle, otevřel rakev a pořídil odlitek obličeje mrtvé ženy. Posmrtná busta Antoinetty Gabrielle Dantonové je nyní uložena ve Vizille v Muzeu francouzské revoluce.
Georges Danton se znovu oženil dne 11. července 1793 s Louise Gély (1776-1856), rodinou přítelkyní, která se starala o jejich děti.